# Nathalie (film 1957)
Nathalie è un film del 1957 diretto da Christian-Jaque.
Tratto dal romanzo Nathalie Princesse mannequin de Paris di Franck Marchal.